# Кедва (приток Выми)
Кедва — река в России, протекает в Республике Коми по территории Княжпогостского района. Устье реки находится в 276 км по левому берегу реки Вымь. Длина реки составляет 7 км. Образуется слиянием рек Касьян-Кедва и Рысь-Кедва.

## Данные водного реестра
По данным государственного водного реестра России относится к Двинско-Печорскому бассейновому округу, водохозяйственный участок реки — Вычегда от города Сыктывкар и до устья, речной подбассейн реки — Вычегда. Речной бассейн реки — Северная Двина.
Код объекта в государственном водном реестре — 03020200212103000021005.